# Stephane Acka
Stephane Ghislain Acka (* 11. Oktober 1990 in Abidjan) ist ein ivorischer Fußballspieler.

## Karriere

### Verein
Acka spielte für die italienischen Vereine FC Legnago Salus und AC Belluno 1905 und setzt ab 2013 seine Karriere in Rumänien fort. Hier spielte erst eine halbe Saison für FC Universitatea Craiova und anschließend drei Spielzeiten lang für CS Universitatea Craiova.
Für die Saison 2017/18 wurde er an den türkischen Zweitligisten Büyükşehir Belediye Erzurumspor ausgeliehen. Hier etablierte er sich auf Anhieb als Stammspieler. Mit seinem Verein wurde er in der Zweitligasaison 2017/18 Play-off-Sieger der TFF 1. Lig und stieg mit ihm in die Süper Lig auf. Nach diesem Erfolg verpflichtete ihn Erzurumspor samt Ablöse. Im März 2019 kehrte er zu Universitatea Craiova zurück.

## Erfolge
- Play-off-Sieger der TFF 1. Lig und Aufstieg in die Süper Lig: 2017/18